# Großenkneten
Großenkneten – gmina samodzielna (niem. Einheitsgemeinde) w Niemczech, w kraju związkowym Dolna Saksonia, w powiecie Oldenburg.

## Współpraca
Miejscowość partnerska:
- Evergem, Belgia